# جوشوا تيباتيموا
جوشوا تيباتيموا (بالإنجليزية: Joshua Tibatemwa)‏ (مواليد 10 سبتمبر 1996) هو سبّاح أوغندي، مثّل بلاده في الألعاب الأولمبية الصيفية 2016.

## روابط خارجية
جوشوا تيباتيموا على موقع الاتحاد الدولي للسباحة (الإنجليزية)
- جوشوا تيباتيموا على موقع SwimRankings.net (الإنجليزية)
- جوشوا تيباتيموا على موقع اللجنة الأولمبية الدولية (الإنجليزية)
- جوشوا تيباتيموا على موقع أوليمبيديا (الإنجليزية)
- جوشوا تيباتيموا على موقع اتحاد ألعاب الكومنولث (مؤرشف) (الإنجليزية)
- جوشوا تيباتيموا على موقع دورة ألعاب الكومنولث 2014 (مؤرشف) (الإنجليزية)